# Withanolide

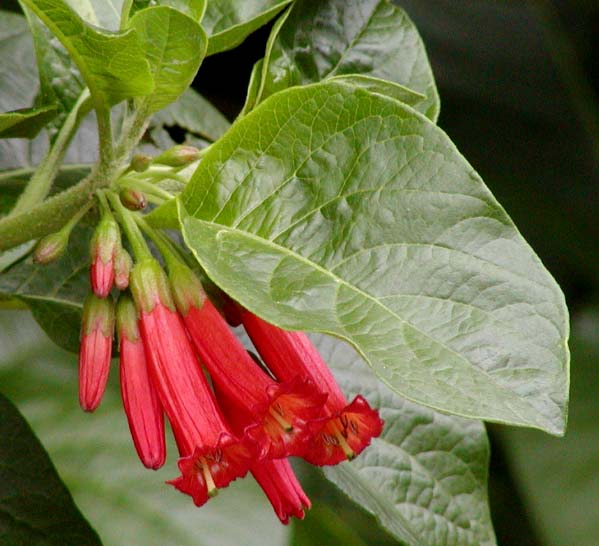
Veilchenstrauch (Iochroma fuchsioides)

Withaferin A

Salpichrolid A

Nicandrenon-1

Ixocarpalacton A

Withanolide sind eine Gruppe von mindestens 300 natürlich vorkommenden chemischen Verbindungen. Chemisch handelt es sich um mit einem Steroidgerüst verbundene Lactone mit 28 Kohlenstoffatomen beziehungsweise deren Lactole oder Seco-Derivate; sie entstehen durch Oxidation von Steroiden.

## Vorkommen
Sie werden als sekundäre Pflanzenstoffe hauptsächlich in verschiedenen Gattungen der Nachtschattengewächse gefunden, zum Beispiel bei der Tomatillo und der namensgebenden Withania. Der Nutzen, den Withanolide für die Pflanze haben, scheint unterschiedlich zu sein; ein Teil der Stoffe jedenfalls hält Insektenlarven davon ab, die Pflanze zu fressen. Mehrere Withanolide zeigten im Labor für den Menschen medizinisch interessante Wirkungen.
Inzwischen sind mindestens 19 Gattungen der Nachtschattengewächse bekannt, in deren Arten Withanolide vorkommen, darunter beispielsweise: Stechäpfel (Datura), Veilchensträucher (Iochroma), Bocksdorne (Lycium), Giftbeeren (Nicandra), Blasenkirschen (Physalis), Salpichroa, Withania, Jaborosa.

### Beispiele
Withaferin A aus der Schlafbeere (Withania somnifera) war das erste Withanolid, welches isoliert wurde. Eine entzündungshemmende Wirkung verschiedener Withanolide der Pflanze konnte im Tierversuch gezeigt werden; mehrere Dutzend sind bekannt. Die Pflanze ist in der ajurvedischen Medizin unter dem Sanskrit-Namen Ashwagandha bekannt. Salpichrolid A, B und G (aus Salpichroa origanifolia) haben wachstumshemmende Wirkung auf Larven der Mittelmeerfruchtfliege (Ceratitis capitata). Sie sind daher für die Landwirtschaft interessant. Die Nicandrenone aus der Giftbeere (Nicandra physalodes) sind eine weitere Gruppe von Withanoliden mit insektizider Wirkung. Sie wurden schon in den 1970ern untersucht; im Jahr 2000 gelang die erste Totalsynthese. Ixocarpalacton A aus der Tomatillo (Physalis philadelphica) ist eine vielversprechende Substanz zur Verhinderung von Krebs.